# Dúrá
Dúrá (arabsky دورا‎) je město na Západním břehu Jordánu v guvernorátu Hebron. Je spravováno vládou Státu Palestina. Nachází se 11 km jihovýchodně od Hebronu. Jméno obce je odvozeno od kanaánského slova Adórajim znamenajícího „dům“. Adórajim je zmiňováno v Bibli. V době klasické se nazývalo Adora. V rané islámské době byla Dúrá známá pro své vinice a rozinky zvané Duri. Municipalita Dúrá vznikla 1. ledna 1967, ale po pěti měsících ji dobyla izraelská vojska během šestidenní války. Palestinská samospráva získala nad městem kontrolu v roce 1995.

## Podnebí
Podnebí je typicky středomořské, většina srážek spadne v zimě a jen minimum v létě. Úhrn srážek se liší v závislosti na místním mikroklimatu, v oblasti Dahr Alhadaba spadne ročně 400–600 mm, na jižních svazích 300–400 mm a v severních kopcích 250–300 mm.